# 阿倍人
阿倍 人（あべ の ひと、生没年不詳）は、飛鳥時代の豪族。名は比等古とも記される。姓は臣。阿倍大麻呂または阿倍目の子とする系図がある。

## 経歴
用明朝において、遣使として高句麗に渡る。これに因んで子孫は狛（狛朝臣）姓を称した。
用明天皇2年（587年）大臣・蘇我馬子が諸皇子や群臣に勧めて、大連・物部守屋を滅ぼそうと謀る。泊瀬部皇子・厩戸皇子・蘇我馬子らがともに軍勢を率いて守屋を討った。この時、阿倍人は大伴噛・平群神手・坂本糠手らと軍兵を率いて志紀郡から渋河郡の守屋の家に到った（丁未の乱）。

## 系譜
- 父：阿倍大麻呂[3]または阿倍目[4]
- 母：不詳
- 生母不詳の子女
  - 男子：阿倍子首[5]
  - 男子：